# Sociedade Esportiva Platinense
A Sociedade Esportiva Platinense (conhecida apenas como Platinense e cujo acrônimo é SEP) é um clube de futebol brasileiro da cidade de Santo Antônio da Platina, no norte do Paraná. Suas cores são o Vermelho, Preto e Branco e seu estádio é o José Eleutério da Silva, com capacidade para 6.000 pessoas

## História
Fundada em 25 de Maio de 1953 por um grupo de 35 jovens platinenses, admiradores do Esporte Bretão, a Platinense se notabilizou como um dos mais tradicionais clubes do interior do Estado do Paraná.
Apesar de figurar em diversos campeonatos estaduais nas décadas de 1950, 1960 e 1970, somente na década de 1980 é que conquistou títulos e campeonatos de destaques. Entre 1985 a 1989, venceu a segunda divisão e foi duas vezes quinto colocada na primeira do Paranaense.
No final da década de 1990 e início da década seguinte, a Platinense optou por administrações empresariais, não obtendo bons resultados e deixando dívidas para o clube e o município. Em 2013, o presidente Júlio Cesar de Almeida  fez parceria com um grupo de investimentos nigeriano, mas novamente os resultados dentre de campo foram inexpressivos. No ano 2014, o clube licenciou-se do campeonatos profissionais.
Sua torcida organizada era a principal TOP (Torcida Organizada Platinense ) e TIP (Torcida Inglesa da Platinense), inspirada nos hooligans ingleses. 

## Jogadores notáveis
Entre os jogadores que se destacaram jogando no clube estão: Claudinho, centroavante conhecido por ser o último da posição do extinto Pinheiros; Marquinhos Ferreira, se destacou na meia cancha do time e que conquistou vários títulos pelo Paraná, e foi camisa 10 do Coxa onde foi companheiro da então promessa Alex. Também o volante Valdir, que chegou à seleção brasileira. e Fabinho, que jogou pelo Corinthians, campeão brasileiro em 1990. Por último, e não menos destacável, é Nilson artilheiro do Campeonato Brasileiro de 1988 pelo Internacional.

## Títulos

### Estaduais
- Divisão de Acesso Paranaense: 1 (1985)

### Campanha de destaque
- 5º lugar do Campeonato Paranaense de Futebol: 1986 e 1988

## Futebol de salão
Em 2015, fez sua estreia no Campeonato Paranaense de Futsal - Terceira Divisão, cujo nome usual é Chave Bronze 2015.